# Isaac Julien

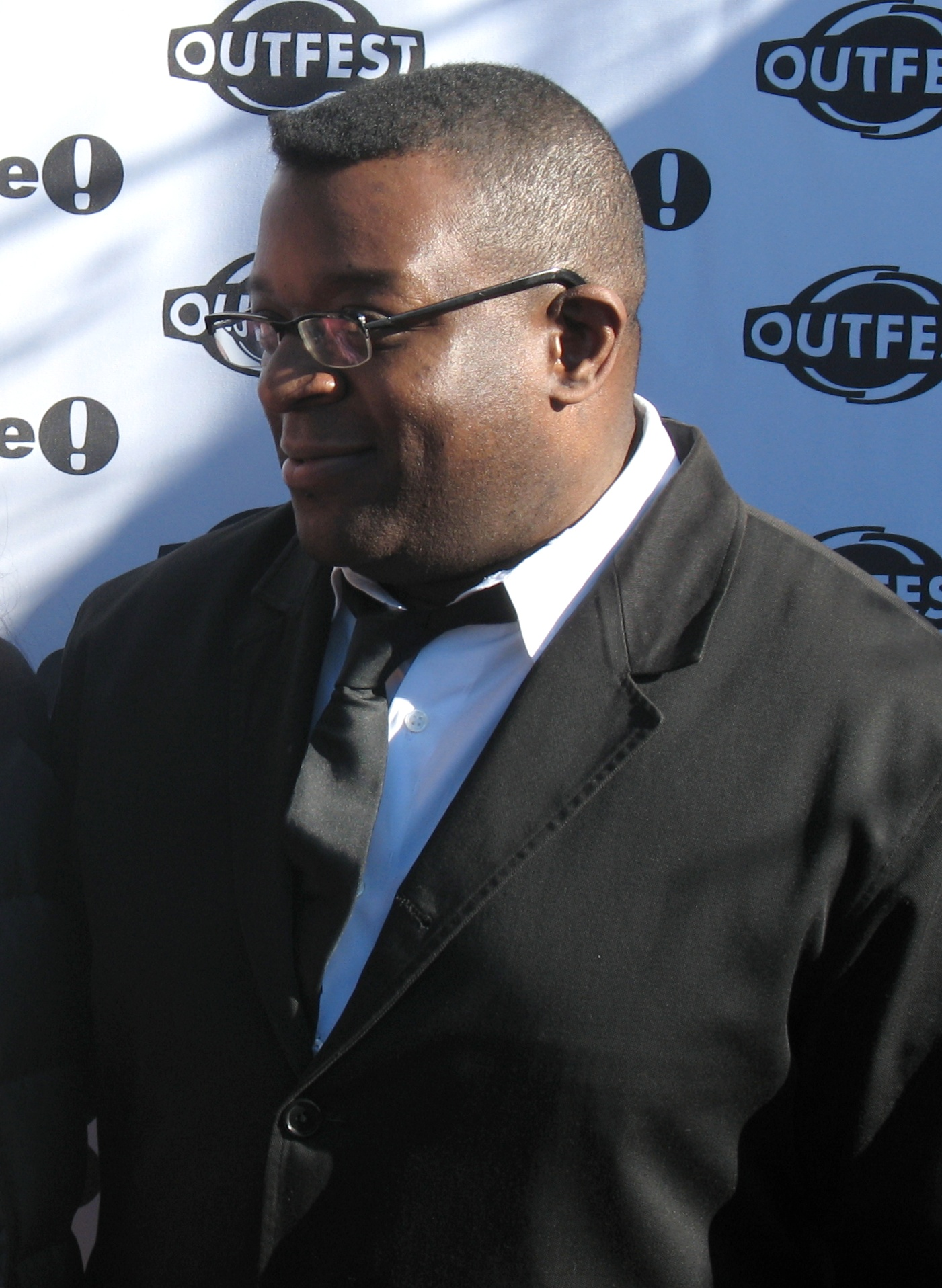
Isaac Julien (2006)

Sir Isaac Julien (* 21. Februar 1960 in London) ist ein britischer Künstler, Filmproduzent und Hochschullehrer.

## Leben
Nach seiner Schulzeit studierte Julien Malerei und Film an der Central Saint Martins College of Art and Design, an der er 1984 graduierte. Nach dem Studium gründete er Sankofa Film and Video Collective und war 1991 ein Gründungsmitglied von Normal Films. Er drehte in den folgenden Jahren mehrere Filme.
Von 2009 bis 2015 war Julien als Professor an der Staatlichen Hochschule für Gestaltung Karlsruhe beschäftigt.
2021 wurde er als Jurymitglied für das 37. Sundance Film Festival berufen.
2022 wurde Julien in die Academy of Motion Picture Arts and Sciences (AMPAS) berufen, die alljährlich die Oscars vergibt.

## Filme (Auswahl)
- 1983: Who Killed Colin Roach?
- 1984: Territories
- 1986: The Passion of Remembrance
- 1987: This is Not an AIDS Advertisement
- 1989: Looking for Langston[4]
- 1991: Young Soul Rebels[5]
- 1992: Black and White in Colour
- 1992: The Attendant
- 1993: Darker Side of Black
- 1994: The Question of Equality
- 1995: Frantz Fanon: Black SkinWhite Mask
- 1999: Three
- 1999: The Long Road to Mazatlan
- 2002: Paradise Omeros
- 2002: BaadAsssss Cinema[6]
- 2003: Baltimore
- 2008: Derek
- 2019: Lessons of the Hour
- 2025: Once Again... (Statues Never Die)

## Auszeichnungen
- 1989: Teddy Award in der Kategorie „Bester Spielfilm“ für Looking for Langston, Internationale Filmfestspiele Berlin
- 2016: Brudner Prize Yale University[7]
- 2022: Goslarer Kaiserring[8]
- 2024: Ehrenmitglied der British Academy

## Ausstellungen
- 2013/2014: Isaac Julien: The Long Road to Mazatlán., Art Institute of Chicago.[9]
- 2022/2023: Mönchehaus Museum Goslar[10]
- 2023/2024: Isaac Julien. What Freedom Is To Me, Kunstsammlung Nordrhein-Westfalen K 21, Düsseldorf